# Pseudoligomerus
Pseudoligomerus is een monotypisch geslacht van kevers uit de familie van de klopkevers (Anobiidae).

## Soort
- Pseudoligomerus hummeli Pic, 1933